# The Archeologist
Bộ phim Nhà khảo cổ học là một phim câm ngắn của Hoa Kỳ, được sản xuất vào năm 1914, đạo diễn bởi Henry Otto với sự tham gia của Ed, Winifred Greenwood, và John Steppling.

## Phân vai
- Ed Coxen trong vai Billy Green
- Winifred Greenwood trong vai Mary Devon
- John Steppling trong vai James Devon, cha của cô
- Edith Borella trong vai Mimi
- Charlotte Burton trong vai Edna Lee
- George Field trong vai Snow Ball